# Спасский (Марий Эл)
 Спасский  — деревня в Советском районе Республики Марий Эл. Входит в состав Михайловского сельского поселения.

## Географическое положение
Находится в центральной части республики Марий Эл на расстоянии приблизительно 11 км по прямой на юго-запад от районного центра посёлка Советский.

## История
Деревня основана в 1922 году переселенцами из Моркинского района. В 1956 году здесь в 33 хозяйствах проживали 174 человека. Через два года количество усадеб возросло до 41. Затем население стало уменьшаться, сельчане начали уезжать в другие места. К 1978 году осталось 39 хозяйств, к 1988 году — 20, к 1998 году — 16 дворов. В советское время работали колхозы «Шашка», имени Сталина, «Заветы Ильича» и совхоз «Михайловский», ставший позднее агрофирмой «Шокта».

## Население
Население составляло 25 человек (100 % мари) в 2002 году, 16 в 2010.